# The Sin of Pride
Albums de The Undertones
Positive Touch
(1981) Get What You Need
(2003)
The Sin of Pride, sorti en 1983, est le quatrième et dernier album du groupe The Undertones avec la formation originale.

## Titres
1. Got To Have You Back
2. Valentine's Treatment
3. Luxury
4. Love Before Romance
5. Untouchable
6. Bye Bye Baby Blue
7. Conscious
8. Chain of Love
9. Soul Seven
10. The Love Parade
11. Save Me
12. The Sin of Pride

La réédition en CD contient 6 titres bonus :
1. Bittersweet
2. You Stand So Close (But You're Never There)
3. Turning Blue
4. Like That
5. I Can Only Dream
6. Window Shopping For New Clothes